# Saint-Loup-de-Buffigny
Saint-Loup-de-Buffigny è un comune francese di 190 abitanti situato nel dipartimento dell'Aube nella regione del Grand Est.

## Società

### Evoluzione demografica
Abitanti censiti